# Leymus oblongolemmatus
Leymus oblongolemmatus là một loài thực vật có hoa trong họ Hòa thảo. Loài này được L. Zhi & L.B. Cai mô tả khoa học đầu tiên năm 2006.